# Nicolas Langelier (évêque)
Pour les articles homonymes, voir Nicolas Langelier et Langelier.
Nicolas Langelier (né à Paris, mort à Dinan le 25 septembre 1595) est un ecclésiastique qui fut évêque de Saint-Brieuc de 1564 à 1595.

## Biographie
Nicolas Langelier originaire de Paris est désigné comme évêque de Saint-Brieuc lorsque Jean du Tillet est transféré sur le siège épiscopal de Meaux. Il reçoit ses bulles pontificales de nomination le 5 août 1564 et prend possession le 10 juin 1565.  
C'est sous son épiscopat, particulièrement mouvementé, qu'intervient en 1565 le transfert de la juridiction royale du Goëlo à Saint-Brieuc qui fut la cause pour le prélat de nombreux soucis. Il doit faire face à l'hostilité du chapitre de chanoines en 1570 à un procès que lui intentent les habitants de la ville de Saint-Brieuc  et enfin aux chanoines du chapitre de Saint-Malo au sujet d'une captation de succession. Il assiste à l'Assemblée du clergé de 1579 réunie par le roi Henri III de France à Saint-Germain-en-Laye. Il est présent à Tours lors du concile provincial réuni par l'archevêque Simon de Maillé en 1583. Il participe comme député plusieurs fois aux États de Bretagne et il est présent aux États généraux de 1588-1589. Partisan de la Ligue catholique, il est un fidèle soutien de Philippe-Emmanuel de Lorraine, duc de Mercœur en Bretagne. Lorsque ce dernier après avoir pris le contrôle de Dol-de-Bretagne veut s'emparer de Saint-Malo, il le charge en vain de  négocier avec les habitants de la cité. Au plus fort de la guerre civile il doit se réfugier à Dinan où il meurt le 25 septembre 1595.